# 広島平和コンサート
広島平和コンサート（ひろしまへいわコンサート, Hiroshima Peace Concert）は、社団法人広島青年会議所の主催で1985年8月6日-7日に広島で開催されたコンサート。

## 概要
広島平和コンサートは、世界各地の音楽家が広島に集まり、音楽を通して平和を呼びかけるために、1985年8月6日と7日各午後6時30分から、広島郵便貯金ホールで開催された。出演は、指揮者に長年核兵器廃絶運動にかかわっていたレナード・バーンスタインと、バーンスタインの弟子で広島出身の大植英次、ヴァイオリンに当時13歳の五嶋みどり、ソプラノにバーバラ・ヘンドリックス、語り手にマイケル・ウェーガー、管弦楽はヨーロピアン・コミュニティ・ユース・オーケストラ（ECYO）、合唱はウィーン・ジュネス・クワイアー、京都エコー、大阪少年少女合唱団（児童合唱）であった。主催は（社）広島青年会議所、後援は国際青年年事業推進会議、広島市、国際連合大学、欧州音楽年日本実行委員会、中国新聞社、協力は朝日放送、三原テレビ放送（株）、非核諸国同盟会議推進委員会、企画はナサ・アーティスツ・ビューロー、クロスワード、ショットであった。

## プログラム
6日と7日それぞれに演奏された曲目は次の通り。
- ベートーヴェン：序曲「レオノーレ」第3番作品72（指揮：レナード・バーンスタイン）
- 糀場富美子：広島レクイエム（指揮：大植英次）
- モーツァルト：ヴァイオリン協奏曲第5番イ長調「トルコ風」K.219（指揮：大植英次、ヴァイオリン：五嶋みどり）
- バーンスタイン：交響曲第3番「カディッシュ」（指揮：レナード・バーンスタイン、ソプラノ：バーバラ・ヘンドリックス、語り：マイケル・ウェーガー、合唱：ウィーン・ジュネス・クワイヤー、京都エコー、大阪少年少女合唱団）

## 開催の経緯
広島平和コンサートを発案したのは、音楽マネージメント事務所ナサ・アーティスツ・ビューローを経営していた佐野光徳であった。佐野はバーンスタインのファンで、核兵器廃絶にも強く共鳴しており、広島被爆40年目の年にバーンスタインの指揮による平和コンサートの企画を作成してバーンスタインの広報担当者に提案した。1985年夏にバーンスタインはECYOのツアーを予定していたので、そのツアーに平和コンサートを組み込み、「広島平和コンサート」と名付けたチャリティ公演の企画がまとまった。佐野は英語を話さなかったので、バーンスタインのマネジメント会社アンバーソンのスタッフ橋本邦彦がコンサートの運営に加わり、事前の会議の通訳や宿泊施設の調査などを行った。企画は関係者による議論の結果「平和の旅 (Jorney for peace)」と名付けられたツアーとなり、アテネ、広島、ブダペスト、ウィーンを巡る大規模なものになった。
当初の企画には武満徹や細川俊夫の作品演奏があがっていたが、最終的に大植英次の推薦で広島出身の作曲家糀場富美子の作品が選ばれた。大植はもう1曲指揮をすることになり、モーツァルトのヴァイオリン協奏曲第5番を希望し、ソリストには五嶋みどりを佐野が推薦した。コンサートは広島市の協力を得、広島青年会議所がスポンサーとなり、コンサート前日には広島市長によりバーンスタインを歓迎するレセプションが開催された。
広島でのコンサートの模様はNHK教育テレビで8月10日に全国放送され、同年12月29日にも再放送された。

## プログラム冊子
岡本太郎が描いたポスター原画が使われ「Hiroshima Peace Concert 1985」と表紙に書かれた68ページにわたるプログラム冊子には、冒頭にレナード・バーンスタインのメッセージ、続いて厚生大臣増岡博之、広島市長荒木武、広島青年会議所理事長白井龍一郎がメッセージを寄せている。出演者のプロフィール、オーケストラと合唱のメンバー表、作曲者糀場富美子プロフィール、渡辺學而による曲目ノート、ポスター原画制作者紹介が掲載されている。その後には、1985年の欧州音楽年に際して行われたECYOのツアーに対して寄せられた、ベルギー、デンマーク、フランス、ドイツ、ギリシャ、アイルランド、イタリア、ルクセンブルク、オランダ、イギリス、欧州議会首脳のメッセージがある。そして日本及び世界各国の芸術家や政治家たちからコンサートに寄せられた「平和へのメッセージ」、全滅した広島一中1年生父母の手記集『星は見ている』（文化評論出版、1984＝秋田正之編、鱒書房 1954の再版）からの抜粋、協賛および協力、後援者一覧を掲載。このプログラム冊子はEUYO（ECYOの後身）ウェブサイトからPDFで公開されている。

## スタッフ
プログラム冊子の奥付には「広島平和コンサート実行準備委員会」として、次の名前が掲げられている。
- ナサ・アーティスツ・ビューロー：佐野光徳、山下康正、中根俊士、梶川悦子、安田麻里、福田桂子、吉葉尋子
- クロスワード：垂水晋三、中園敏也、垂水広志、垂水景、田中里枝、斎藤親
- （株）ショット：井上健、藤山朝子
- ジャパン・センター：道井孝子
- アンバーソン・プロダクション：ハリー・クラウト、橋本邦彦
- テレシアター・ウィーン：ロバート・ユングブルト、ハインリッヒ・マイヤー、松田暁子
- カーソン・オフィス：マーガレット・カーソン
- ヨーロピアン・コミュニティ・ユース・オーケストラ：ハンス・ランデスマン、ジョイ・ブライヤー
- 朝日放送：林伸光
- アウル工房：宇野幹雄
- 新広告（株）：吉広朗